# Arif Ünal

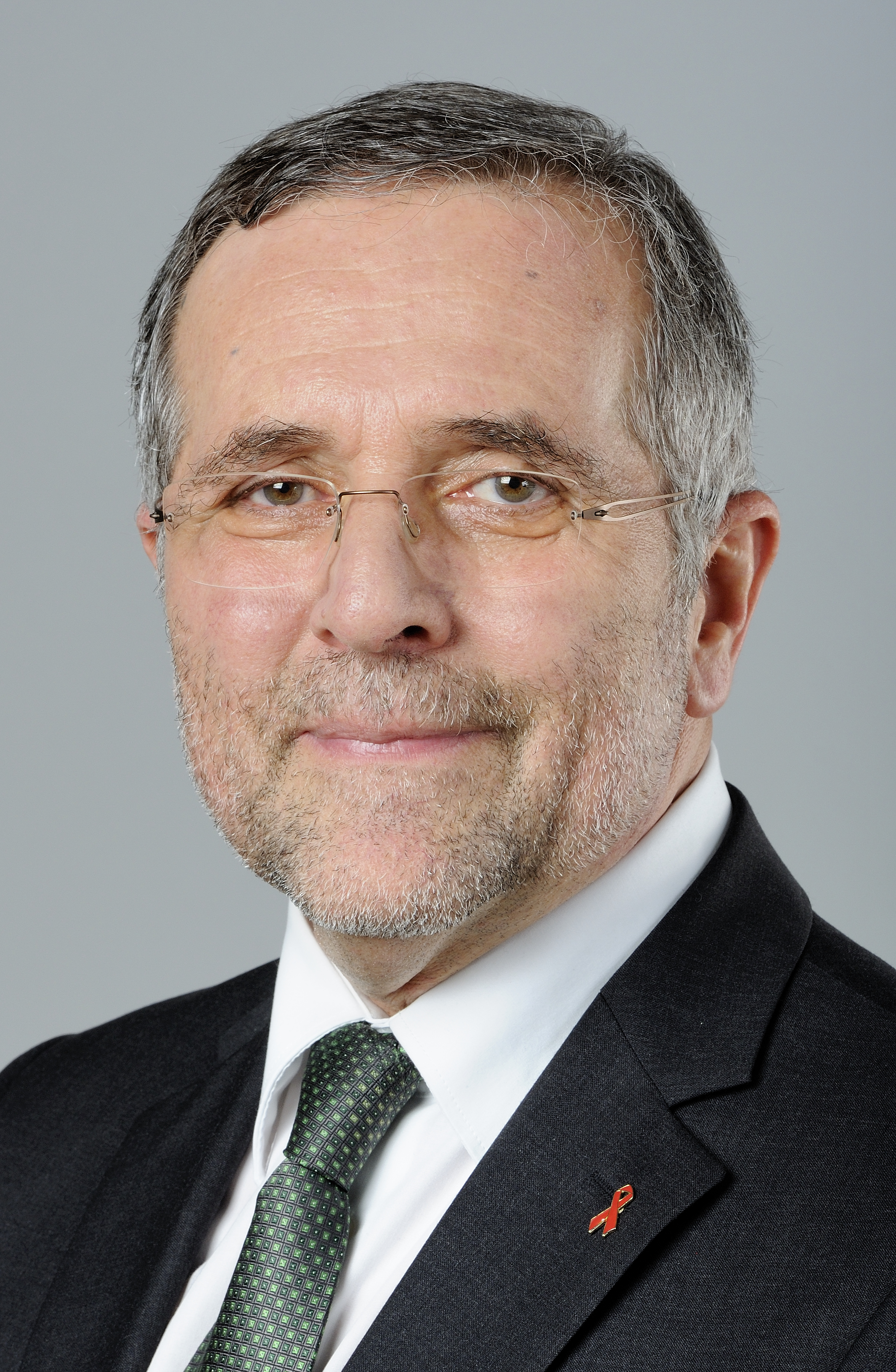
Arif Ünal (2013)

Arif Ünal (* 15. November 1953 in Korkmaz, Göksun, Türkei) ist ein deutscher Politiker (Bündnis 90/Die Grünen). Er gehörte von 2010 bis 2017 als Abgeordneter dem Nordrhein-Westfälischen Landtag an.

## Leben und Beruf
Ünal studierte in der Türkei Chemieingenieurwesen. 1979 reiste er zu seinem Bruder nach Westdeutschland, um dort Urlaub zu machen. Da Ünal sich für demokratische Mitspracherechte der Studentenbewegung einsetzte, war er in der vor einem Militärputsch stehenden Republik Türkei gefährdet. Er entschloss sich, in der Bundesrepublik Deutschland zu bleiben. Nach dem erfolgreichen Abschluss eines Medizinstudiums in Deutschland absolvierte er ein Studium der Sozialarbeit.
Seit 1995 leitet Ünal das dem Paritätischen Wohlfahrtsverband angegliederte Gesundheitszentrum für MigrantInnen in Köln und das Sozialpsychiatrische Kompetenzzentrum für Migration im Landschaftsverband Rheinland. Er war seit dem Jahr 1999 bis Oktober 2009 gesundheitspolitischer und migrationspolitischer Sprecher der Kölner Ratsfraktion.
Daneben betätigt sich Ünal im Aufsichtsrat der Kliniken der Stadt Köln, im Beirat und Kuratorium der Porzer Klinik am Rhein, bei der Kommunalen Gesundheitskonferenz, dem runden Tisch für Flüchtlingsfragen, der Ausländerrechtlichen Beratungskommission, dem Gestaltungsbeirat der forensischen Klinik in Köln und der PSAG (Psychosoziale Arbeitsgemeinschaft) und ist Beiratsmitglied der AIDS-Hilfe, der JVA Köln und des Landesverbandes NRW des THW.
Ünal trat wiederholt im türkischen Fernsehen zu integrationspolitischen Fragen auf.

## Partei, Politik und Parlament

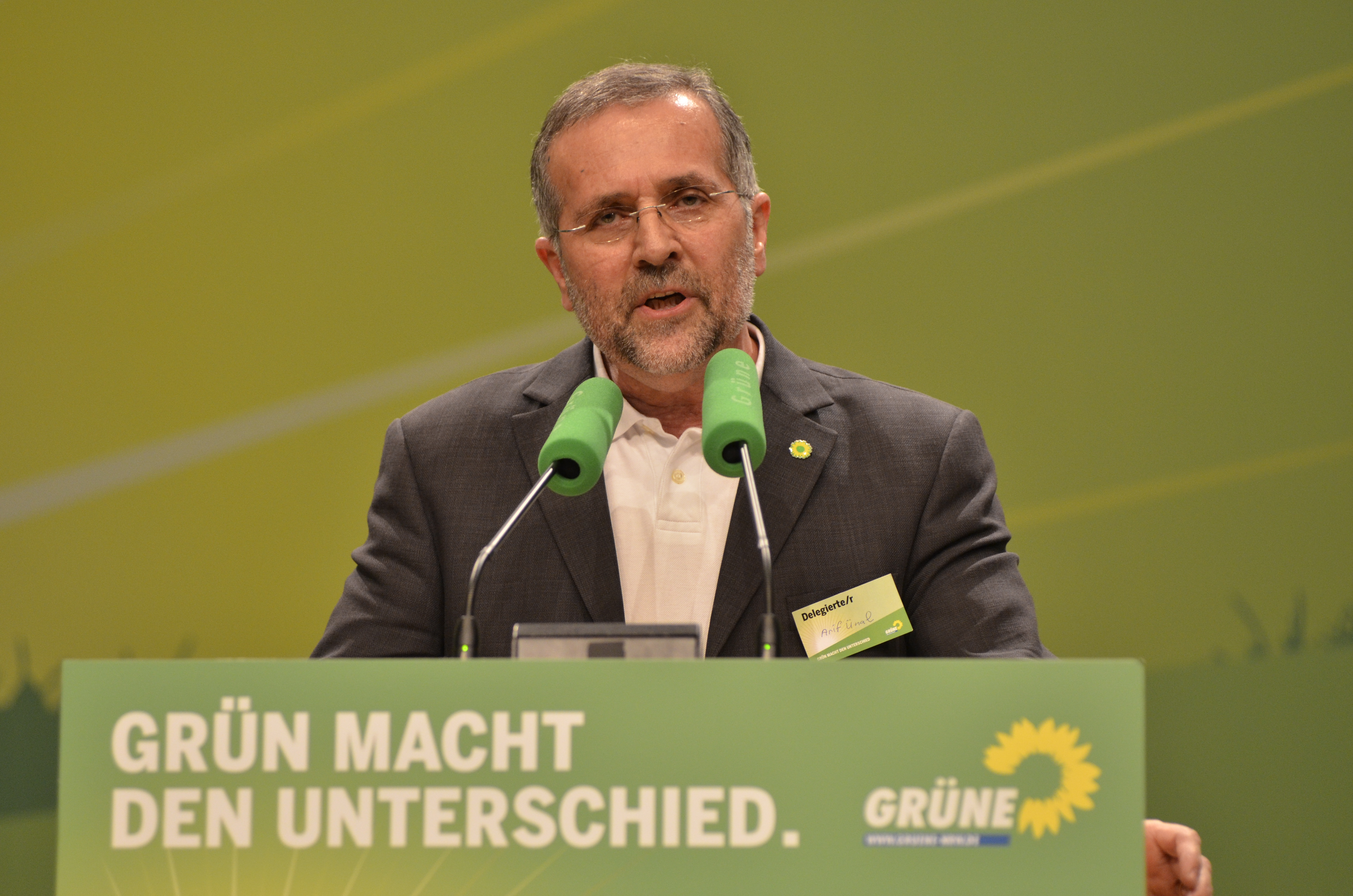
Arif Ünal (2012)

Ünal ist seit 1998 Mitglied von Bündnis 90/Die Grünen. Seit 2010 ist er Sprecher der Landesarbeitsgemeinschaft EinwanderInnen und Mitglied der Landesarbeitsgemeinschaft Gesundheit.
Im Mai 2010 wurde er über Listenplatz 22 der Landesliste von Bündnis 90/Die Grünen in den Landtag NRW gewählt. Als Direktkandidat im Landtagswahlkreis Köln VI hatte er mit 20,1 % der Stimmen den dritten Platz belegt. Anlässlich seiner Vereidigung als Abgeordneter stellte er im Namen seiner Fraktion den Antrag, die traditionelle Eidesformel „zum Wohle des deutschen Volkes“ in „zum Wohe aller Menschen in NRW“ abzuändern. Ünal begründete den Antrag mit den etwa zwei Millionen Menschen ohne deutschen Pass, die in Nordrhein-Westfalen leben. Der Antrag wurde vom Landtag angenommen, da die Eidesformel jedoch in der Landesverfassung festgelegt ist, trat diese Änderung bislang nicht in Kraft, ist jedoch ein Punkt bei der Arbeit der Verfassungskommission. Bei der Landtagswahl 2012 wurde er über die Landesliste wiedergewählt. Bei der Landtagswahl 2017 hat er nicht kandidiert.
Er war in der 15. Wahlperiode Vorsitzender des Integrationsausschusses, Mitglied im Ausschuss für Arbeit, Gesundheit und soziales und stellvertretendes Mitglied des Ausschusses für Familie, Kinder und Jugend, zudem war er gesundheitspolitischer Sprecher der Grünen-Fraktion im Landtag.

## Ehrungen
Am 14. Oktober 2015 zeichnete die Bundesregierung Arif Ünal mit der Integrationsmedaille aus. Staatsministerin Aydan Özoğuz überreichte ihm den Preis während einer Feierstunde im Bundeskanzleramt in Berlin. Mit der Medaille werden jährlich acht Personen geehrt, die sich durch herausragendes persönliches Engagement in besonderer Weise um die Integration verdient gemacht haben.